# Cephisus siccifolius
Cephisus siccifolius är en insektsart som först beskrevs av Walker 1851.  Cephisus siccifolius ingår i släktet Cephisus och familjen spottstritar. Inga underarter finns listade i Catalogue of Life.